# Une calomnie
Une calomnie est une nouvelle d'Anton Tchekhov, parue en 1883.

## Historique
Une calomnie est initialement publiée dans la revue russe Les Éclats, no 46, du 12 novembre 1883, signé A.Tchékhonté.

## Résumé
Akhinéïev, professeur du lycée, a invité ses collègues au mariage de sa fille. Pendant que la fête bat son plein, il va en cuisine pour vérifier si tout est prêt pour le souper : des rôtis d’oies, de canards, des hors-d’œuvre, des boissons. Le plat principal, l’esturgeon, est un poisson magnifique. Marfa, la cuisinière, a bien travaillé et d’admiration pour le plat et le travail, il claque les lèvres en imitant le bruit d’un baiser.
C’est à ce moment précis qu’a choisi pour entrer dans la cuisine Vankine, le surveillant du lycée. Il croit qu’Akhinéïev était en train d’embrasser la cuisinière et ressort aussitôt.
Akhinéïev imagine les ragots que l’autre va faire courir le lendemain au lycée. Il vaut mieux allumer des contre-feux, et il se dépêche d'expliquer ce qu’il s'est passé dans la cuisine à chacun de ses invités.
La fête se termine : tout a été parfait.
Une semaine plus tard, le directeur le prend en aparté pour lui demander de ne pas s’afficher avec sa cuisinière, puis c’est sa femme qui lui fait une crise de jalousie.
Cette calomnie ne vient pas de Vankine. Or de qui cela peut-il bien venir ?

## Édition française
- Une calomnie, traduit par Madeleine Durand et André Radiguet, in Œuvres I, Paris, Éditions Gallimard, coll. « Bibliothèque de la Pléiade » no 197, 1968  (ISBN 978-2-07-0105-49-6).